# ウシコン
ウシコン (Ushicon) とは、アメリカ合衆国テキサス州の州都オースティンにて伝統的に1月の下旬かまたは2月の上旬に行われている、年に一度のアニメ・コンヴェンションである。2002年から開催され、2006年2月10日にウシコンのウェブ・サイトにて、「当コンヴェンションはアニメ・ファン層の変化のため、その活動を終止した」という告示がなされた。しかし、2011年2月4～6日に18歳以上を対象にした催事として、ウシコンは大会の運営を再開した。
なお、2010年1月29～31日にテキサス州ラウンド・ロック市の郊外で、代替イヴェントのチビ・ウシコン (Chibi Ushicon) が開かれている。

## 開催歴
| 開催日                | 会場                                                                                             | 参加者数 | ゲスト (姓・名 アルファベット順) |
| --------------------- | ------------------------------------------------------------------------------------------------ | -------- | --- |
| 2002年2月1～3日       | テキサス州 オースティン市                                                                        | 800名    | アリック・レニー・アヴィラ、ジェシカ・カルヴェロ(Jessica Calvello)、ロドニー・"ラルゴ"・キャストン(Rodney "Largo" Caston)、ディメンシア7・ストゥーディオス、ティファニー・グラント、ブレット・ウィーヴァー(Brett Weaver)                                                                  |
| 2003年1月31日～2月2日 | テキサス州 オースティン市 オースティン・マリオット・アット・ザ・キャピトル                       | 1,290名  | アリック・レニー・アヴィラ、スティーヴ・ベネット(Steve Bennett)、ティファニー・グラント、ヴィック・ミニョーニャ、ステファニー・ナドルニー(Stephanie Nadolny)、モニカ・ライアル、ダグ・スミス(Doug Smith)                                                                                  |
| 2004年1月30日～2月1日 | テキサス州 オースティン市 オースティン・マリオット・アット・ザ・キャピトル                       | 2,200名  | グレッグ・エアーズ(Greg Ayres)、スティーヴ・ベネット、ジョニー・ヨング・ボッシュ、ロバート・デ・ヘズース、ティファニー・グラント、伊藤伸平、クミコ・カトウ(Kumiko Kato)、倖田來未、マイク・マクファーランド(Mike McFarland)、おだぎみを、ゼロ・レイノルズ、モニカ・ライアル、ダグ・スミス |
| 2005年1月21～23日     | テキサス州 オースティン市 ルネッサンス・オースティン                                             |          | スティーヴ・ベネット、ブライアン・クレヴィンガー(Brian Clevinger)、ジャスティン・クック(Justin Cook)、ティファニー・グラント、カイル・エベール、氷栗優、伊藤郁子、ユーコン・マコト、ヴィック・ミニョーニャ、奥田ひとし、モニカ・ライアル、ダグ・スミス                                    |
| 2006年1月27～29日     | テキサス州 オースティン市 マリオット＝オースティン・アット・ザ・キャピトル                       |          | 有馬啓太郎、グレッグ・エアーズ、ローラ・ベイリー、スティーヴ・ベネット、リヴカー・グロイリッヒ、伊藤郁子、ユーリ・ローエンタール、キャリー・サヴィッジ、ダグ・スミス |
| 2011年2月4～6日       | テキサス州 ラウンド・ロック市 ウィンゲート・バイ・ウィンダム・ホテル ＆ カンファレンス・センター |          | パム・ダクハーティー、マイカ・ソルソード(Micah Solusod) |
| 2012年2月3～5日       | テキサス州 ラウンド・ロック市 ウィンゲート・バイ・ウィンダム・ホテル ＆ カンファレンス・センター |          | シェラミィー・リー(Cherami Leigh) |

## マスコット
当大会の公式マスコットである牛娘のウシコ(Ushiko)は、最初にジェイソン・バルダフがデザインして以来、多数のファンとプロのアニメ・アーティストの手によってレンダリングされている。

## 参考
- List of Anime Conventions (英語)

## 参照
1. ↑  Chibi Ushicon 2010 Information @ AnimeCons.com
2. ↑  “Ushicon 2002 Information”.   AnimeCons.com. 2011年9月4日閲覧。
3. ↑  “Ushicon 2003 Information”.   AnimeCons.com. 2011年9月4日閲覧。
4. ↑  “Ushicon 2004 Information”.   AnimeCons.com. 2011年9月4日閲覧。
5. ↑  “Ushicon 2005 Information”.   AnimeCons.com. 2011年9月4日閲覧。
6. ↑  “Ushicon 2006 Information”.   AnimeCons.com. 2011年9月4日閲覧。
7. ↑  “Ushicon 2011 Information”.   AnimeCons.com. 2011年9月4日閲覧。
8. ↑  “Ushicon 2012 Information”.   AnimeCons.com. 2011年9月4日閲覧。
9. ↑  マスコット・ロゴ版ウシコ (有馬啓太郎 画)
10. ↑  ツイッター・アイコン版ウシコ
11. ↑  ファン・アート集
12. ↑  ファン・アート